# Joanna Stempińska
Joanna Stempińska (Koszalin, 1959. március 25. –) lengyel borász, művészettörténész, tolmács, fordító és diplomata, 2005 és 2009 között Lengyelország Budapestre akkreditált nagykövete.

## Élete
1978-ban egyéves magyar nyelvtanfolyamot végzett a budapesti Nemzetközi Nyelvi Intézetben. 1979 és 1984 között a Kertészeti Egyetem szőlőtermesztési szakán tanult, valamint 1982-től 1987-ig az Eötvös Loránd Tudományegyetemen művészettörténetet.
Az 1980-as évek második felében lengyel külkereskedelmi vállalatoknál dolgozott fordítóként, majd az 1990-es évek elején magyar és német vállalkozásoknál fordítóként és tanácsadóként.
1991-ben a lengyel diplomáciai és konzuli szolgálat munkatársa lett. Gyakorlati idejét Lengyelország londoni nagykövetségén töltötte. Ezt követően a Külügyminisztérium (Ministerstwo Spraw Zagranicznych) Európai Intézmények Osztályának (Departament Instytucji Europejskich, DIE) tanácsosaként dolgozott négy éven át, közben a Genfi Egyetem nemzetközi intézmények szakán továbbtanult.
1996-ban első titkári beosztásba helyezték. 1998-ban tanácsadó lett Brüsszelben, Lengyelországnak a NATO és a Nyugat-európai Unió mellett működő képviseletén. 2000 és 2001 között az Európai Közösségek (EGK) lengyel missziójában európai biztonsági és védelempolitikai koordinátor volt. Lengyelországba való visszatérése után a Külügyminisztérium Európa Osztályának munkatársa, majd 2002-ben a Biztonsági Osztály igazgatóhelyettese volt.
2005. december 12-én a Lengyel Köztársaság rendkívüli és meghatalmazott nagykövete lett Magyarországon, tisztségét 2009. november 1-ig töltötte be.
2008-ban Arcélek - Joanna Stempinska, excellenciás asszony címmel Csáky Zoltán portréfilmet készített róla. Buzsákon vásárolt magának házat, ahol közel lehetett a balaton borrégióhoz.

## Magyarországi munkássága
- 2006-ban részt vett a kecskeméti Karol Wojtyła Barátság Központ megalapításában.
- 2009-ben, a második világháború kitörésének 70. évfordulóján jelentős kulturális-történettudományi rendezvénysorozatot szervezett.
- 2010 júniusában szentelték fel a felújított lengyel parcellát a kőbányai Új köztemetőben.

## Kitüntetései
- 2009. március 19-én A Magyar Érdemrend középkeresztje a csillaggal kitüntetést adományozták neki.

## Fordítás
- Ez a szócikk részben vagy egészben a Joanna Stempińska  című lengyel Wikipédia-szócikk ezen változatának fordításán alapul.  Az eredeti cikk szerkesztőit annak laptörténete sorolja fel. Ez a jelzés csupán a megfogalmazás eredetét és a szerzői jogokat jelzi, nem szolgál a cikkben szereplő információk forrásmegjelöléseként.